# Waarom stak de kip de straat over?

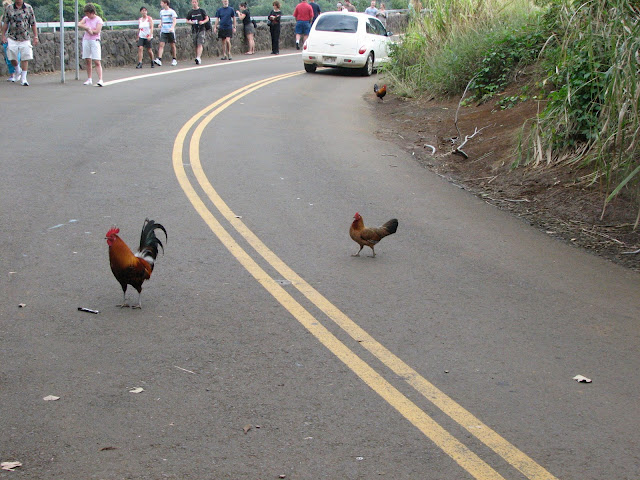
Waarom stak de kip de straat over?

Waarom stak de kip de straat over?  (Engels: Why did the chicken cross the road?) is een mop in de vorm van een raadsel. Het is een voorbeeld van antihumor waarbij de luisteraars een clou verwachten maar daarentegen een eenvoudige feitelijke verklaring krijgen, namelijk: "Om aan de overkant te geraken."

## Geschiedenis

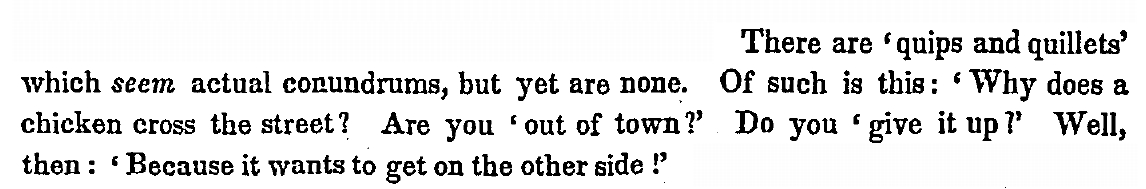
De versie van 1847 in The Knickerbocker

Het raadsel verscheen voor de eerste maal in 1847 in het maandelijks tijdschrift The Knickerbocker (New York):

There are 'quips and quillets' which seem actual conundrums, but yet are none.  Of such is this:  'Why does a chicken cross the street?' Are you 'out of town?'    Do you 'give it up?'  Well, then:  'Because it wants to get on the other side!'

In 1892 verscheen een woordspelingvariant in het magazine Potter's American Monthly:

Why should not a chicken cross the road? It would be a fowl proceeding.

## Varianten
"Waarom stak de kip de straat over?" is iconisch geworden als een voorbeeld van een generale grap waarop de meeste mensen het antwoord weten en is in de loop van de geschiedenis veelvuldig herhaald en veranderd. Zo zijn er verschillende varianten met andere dieren mogelijk zoals een eend of een kalkoen die de weg overstak "omdat het de vrije dag van de kip was", en een dinosaurus die de weg overstak "omdat kippen toen nog niet bestonden". Sommige varianten zijn zowel woordspelingen als verwijzingen naar het origineel, zoals de vraag "Waarom stak de eend de weg over?" met als antwoord "Om te bewijzen dat hij geen kip is".
Er zijn in de loop der tijden een groot aantal varianten van antwoorden geformuleerd zoals:
- Plato: "Omwille van het hogere doel."
- Karl Marx: "Dit was historisch onvermijdelijk."
- Captain Kirk: "To boldly go where no chicken has gone before."
- Martin Luther King: "Ik heb een droom dat ooit alle kippen waar ook ter wereld vrij zullen zijn om de straat over te steken zonder dat men aan hun motieven twijfelt."
- Johan Cruijff: "Kijk, het voordeel van het nadeel van deze tactische zet is natuurlijk wel dat de kip nu aan de overkant is en daardoor deze kant ongedekt laat."